# Warzymowo
Warzymowo – osada w Polsce położona w województwie wielkopolskim, w powiecie konińskim, w gminie Skulsk.

## Historia
Wzmiankowana po raz pierwszy w 1398 roku. Według lokalnej tradycji w Warzymowie miał się urodzić legendarny Piast Kołodziej. Warzymowo przez wiele lat było majątkiem szlacheckim należącym do rodziny Sokołowskich herbu Pomian. W połowie XIX wieku stał się on własnością Morzyckich z Ruszkowa, a następnie Wolskich. W XIX wieku znajdowała się we wsi cegielnia oraz zwaliska zamku wieży obronnej. Włodzimira Wolska z Morzyckich rozparcelowała majątek w 1896. Latem 1940 roku Niemcy założyli niedaleko wsi obóz pracy dla jeńców angielskich, który istniał kilka miesięcy. Więźniowie byli zatrudnieni przy budowie kanału łączącego Gopło z Wartą. We wsi znajduje się zabytkowy kościół gotycki z XV w. pw. św. Stanisława, odnowiony w połowie XVI wieku przez Krzysztofa Sokołowskiego.
W latach 1973-1976 w gminie Wierzbinek (od 1973 do 31 maja 1975 w powiecie radziejowskim). 1 stycznia 1977 (jako część sołectwa Goplana) włączone do gminy Skulsk.
W latach 1975–1998 miejscowość administracyjnie należała do województwa konińskiego.